# Articolo 31
Articolo 31 es una conocida banda de Milán, Italia, mezclando hip hop, funk, pop y formas musicales tradicionales Italianas. Ellos son unos de los grupos más populares dentro del rock/hip hop italiano.

## Historia de la banda

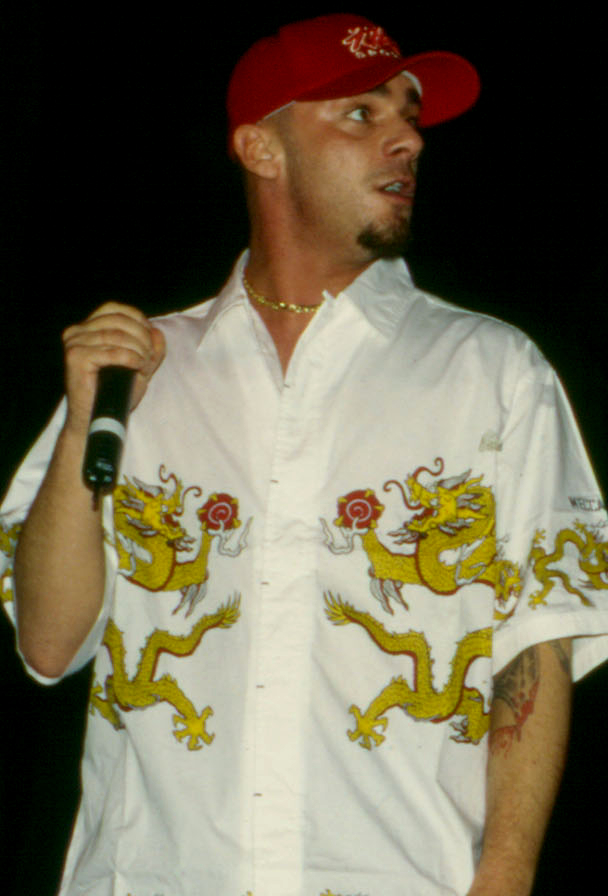
Imagen de articolo 31 en un concierto

Los miembros son el rapero J-Ax (nombre real Alessandro Aleotti), y DJ Jad (Vito Luca Perrini); ellos tomaron el nombre de la ley irlandesa constitucional que garantiza la libertad de prensa.
Ellos son unos de los primeros grupos de Hip Hop en Italia, y lanzaron unos de sus primeros discos : Strade di città, en 1993. Luego firmaron con Bmg/Ricordi y comenzaron a mezclar rap con música pop, obteniendo gran éxito y popularidad, pero el movimiento Hip Hop los vio como traidores. Su productor es Franco Godi quien produjo la música para la serie animada Signor Rossi.
En 2001 trabajaron con el rapero old school americano Kurtis Blow en el álbum "XChé SI!". En el mismo año hicieron la película Senza filtro (i.e. Without filter).
Con "Domani smetto" dejaron el mundo del hip hop para adentrarse en lo que sería el rap y así mezclar el rap con influencias rock/pop en sus canciones.
En los últimos años J.Ax y DJ Jad han hecho grabaciones en solitario, y en 2006 el grupo se declaró en un hiato indefinido.

## Integrantes
- J-Ax - voces
- DJ Jad - tocadiscos

## Discografía
| Año  | Título           | Sello      |
| 1993 | Strade di città  | Best Sound |
| 1994 | Messa di Vespiri | Best Sound |
| 1996 | Cosi com'è       | Best Sound |
| 1998 | Nessuno          | Best Sound |
| 2001 | Xché sì!         | Best Sound |
| 2002 | Domani smetto    | Best Sound |
| 2003 | Italiano Medio   | Best Sound |